# 布哈里夫
50°30′32″N 26°33′26″E / 50.50889°N 26.55722°E
布哈里夫（烏克蘭語：Бухарів），是烏克蘭西北部的村莊，隸屬里夫內州的里夫內區。該村始建於1570年，面積0.72平方公里，海拔高度187米，2001年人口245，人口密度每平方公里339.3人。